# قضیه صفر شدن کاواماتا–فیوگ
قضیه صفر شدن کاواماتا-فیوگ (به انگلیسی: Kawamata–Viehweg vanishing theorem)، قضیه ای در هندسه جبری است. این قضیه تعمیمی است از قضیه صفر شدن کدایرا درباره صفر شدن گروههای کوهمولوژی منسجم (coherent) به جفتهای لگاریتمی (یک چندگونا روی میدان اعداد مختلط به همراه یک شمارنده که میتواند قطبهای لگاریتمی داشته باشد).
این قضیه میگوید: اگر {\displaystyle L} یک کلاف خطیِ نفِ بزرگ (nef big line bundle) روی خمینه مختلط تصویری {\displaystyle X} و {\displaystyle K} کلاف خطی کانونی {\displaystyle X} باشد، آنگاه گروههای کوهمولوژی منسجم بالاتر از صفر کلاف {\displaystyle L\otimes K} همگی صفر خواهند بود، به زبان دیگر: {\displaystyle H^{i}(L\otimes K)=0} برای هر {\displaystyle i>0}.
این قضیه را ریاضیدان آلمانی، اکارت فیوگ و یوجیرو کاواماتا هر دو در سال ۱۹۸۲ ولی مستقل از هم اثبات کردند. 